# 石山通停留場
石山通停留場（日语：／ Ishiyamadōri teiryūjō */?）是位於日本北海道札幌市中央區的札幌市交通局（札幌市電車）山鼻線的鐵路車站。車站位於白石藻岩通及石山通（國道230號）的十字路口（南21条西11丁目）西面。

## 歷史
- 1931年（昭和6年）11月 - 開始營業（單線）。
- 1954年（昭和29年）7月 - 雙線化。

## 車站構造
車站屬於2面2線的側式月台。東面的月台為往薄野方向、而西面的月台則是往西4丁目方向，兩條軌道之間設置了渡線。安全區域設置地面融雪系統及有蓋月台。

## 車站周邊
- 國道230號
- 南警察署山鼻派出所
- 札幌南二十一条郵政局
- 北洋銀行石山通分店
- 北海道銀行石山通出張所
- JOTETSU 巴士．道南巴士「南21西11」站

## 相鄰停留場
札幌市交通局（札幌市電）
山鼻線
中央圖書館前（SC12）－石山通（SC13）－東屯田通（SC14）

## 外部連結
- 札幌市交通局（日文）